# Croix des Douaniers
La croix des douaniers ou croix saint Jean est une croix monumentale située sur la commune du Croisic, dans le département français de la Loire-Atlantique.

## Présentation
La croix des douaniers, ou croix saint Jean, se situe le long d'un sentier en retrait de la côte sauvage du Croisic, non loin de la Vigie de la Romaine.

### Historique
Elle daterait du XVIIIe siècle, époque où la lande du secteur est défrichée. Elle sert de refuge au XIXe siècle en cas d'intempéries aux douaniers qui surveillent la côte de la Pointe du Croisic, d'où le petit banc en granit placé de chaque côté sous le socle creux. Le paysage est à l'époque largement ouvert, permettant de voir librement tant vers le nord que vers l’ouest.